# Traité de Carrión
Le traité de Carrión est un traité signé le 22 février 1140, à Carrión de los Condes (province de Palencia en Espagne),
par le roi Alphonse VII de Castille et le comte Raimond-Bérenger IV de Barcelone, qui gouverne le royaume d'Aragon au nom de son beau-père Ramire II. L'objet du traité est le partage du royaume de Navarre entre les deux souverains.
Le traité dispose que les bourgs et territoires situés sur la rive gauche de l'Èbre passent sous contrôle de la Castille. L'Aragon récupère les places et les communes conquises par García V de Navarre durant trois années de guerre frontalière entre la Navarre et l'Aragon. Par ailleurs, le territoire comprenant la cité d'Estella revient à Alphonse VII; le reste, en particulier la ville de Pampelune passe sous contrôle aragonais.

## Sources
- (es) Cet article est partiellement ou en totalité issu de l’article de Wikipédia en espagnol intitulé « Tratado de Carrión » (voir la liste des auteurs).